# Леон Жан Батист Крювельє
Жан Крювельє (фр. Jean Cruveilhier; 9 лютого 1791, Лімож — 7 березня 1874) — французький патологоанатом.

## Біографія
Син військового лікаря. У 19 років прибув до Парижа і на вимогу батька став учнем відомого медика Гійома Дюпюїтрена. Знайомство з майбутньою професією викликало у юного Крювельє важку огиду, і він спробував піти з медицини в богослов'я, проте батько змусив його повернутися до Дюпюїтрена, і в 1816 Крювельє отримав звання доктора медицини за дисертацію «Essai sur l'anatomie les transformations et productions organiques en particulier», що класифікує органи за можливими патологічними змінами. В 1823 Крювельє став екстраординарним професором хірургії в Монпельє; в 1825 — професором описової анатомії в Парижі; 1836 року перейшов на кафедру патологічної анатомії, в області якої працював понад 30 років. У 1826 році Крювельє заново організував анатомічне товариство і очолював його наступні 40 років. В 1836 Крювельє був обраний в Медичну академію, а в 1839 став її президентом.
Серед численних творів Крювельє особливо славилася його патологічна анатомія людського тіла (Париж, 1830—1842), з атласом з 230 малюнків. Найголовнішою його працею вважається класичний «Traité d'anatomie pathologique générale» (1849—1864). Крювельє в 1835 вперше описав розсіяний склероз.